# Ascorhynchus birsteini
Ascorhynchus birsteini là một loài nhện biển trong họ Ascorhynchidae. Loài này thuộc chi Ascorhynchus. Ascorhynchus birsteini được miêu tả khoa học năm 1971 bởi Turpaeva.